# Тюренн (род)

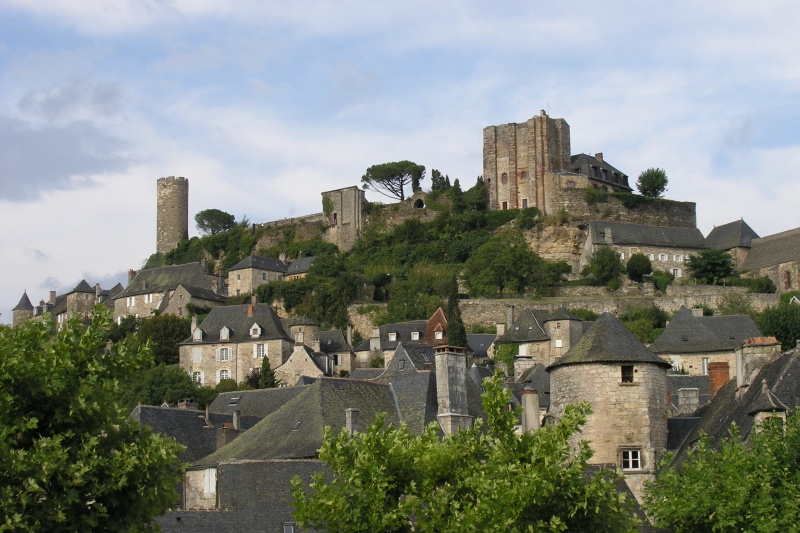
Замок Тюренн

Виконтство Тюренн на карте Франции

Тюренн (фр. Turenne, окситанск. Torena) — знатный французский род. Название получил от замка Тюренн, располагавшемся в современном департаменте Коррез в Лимузене (теперь в составе коммуны Тюренн).

## История рода

### Первый дом Тюренн
Родоначальником рода был Рауль де Тюренн (ум. ок. 843), родственник Викфреда, графа Буржа. Возможно Рауль был графом Керси. В 823 году Рауль основал аббатство Saint-Genès-de-Savarzac. Его правнук, Роберт II (ум. после 932), упоминается как граф Тюренн. Но уже сын Роберта, Жосберт (ум. после 946), носил титул виконта. 
После смерти виконта Адемара II (ум. до 984) род угас, владения перешли к виконтам Комборна.

## Генеалогия рода

### Генеалогия первого дома Тюренн
Рауль (ум. 843), граф де Керси; жена: Айга, вдова графа Иммо
- Рауль (ум.866), архиепископ Буржа с 839/840
- Жодефруа I (ум. после 866)
  - Жодефруа II (ум. после 898); жена: Годила
    - Роберт II (ум. после 932), граф де Тюренн с ок. 887
      - Жосберт (ум. после 946), виконт де Тюренн в 898
      - Бозон (ум. после 931)
      - Адемар I (ум. 945), виконт д'Ашеле 898—941, граф де Керси 935; 1-я жена: Фокибурга; 2-я жена: Гаусла
        - (от 1 брака) Фокибурга (ум. после 930), монахиня
        - (незаконный) Донарел (ум. после 936)
        - (незаконный) Бернар I (ум. после 964), виконт де Тюренн; жена: Деда
          - Адемар II (ум. до 984), виконт де Тюренн; жена: N (ум. 987)
          - Сульпиция; муж: до 951 Аршамбо I (ум. ок. 1000), виконт де Комборн с 962, родоначальник второго дома виконтов Тюренн
          - Айна; муж: Ранульф II (ум. ок. 940), виконт д'Обиссон

      - Роберт (ум. после 936)
      - Деда
      - Фарелдис (ум. до 946); муж: Одальрик (ум. 946), виконт де Сен-Кирк

    - (?) Жоделинда; муж: Ранульф I (ум. ок. 940), виконт д'Обиссон
    - (?) Жильбергана, дама д'Юссак; муж: Фротуар

  - Рауль (ум. после 866)
  - Жоффруа (ум. после 878)
- Роберт I (ум. до 860); жена: Ротруда (ум.860)
  - Роберт
  - Дрогон
- Ландри (уб. 15 июня 866), граф Санта
- Иммон
- Иммена